# Martin Solveig
Martin Laurent Picandet (* 22. září 1976, Paříž, Francie), lépe známý pod svým uměleckým jménem Martin Solveig, je poněkud výstřední francouzský DJ, zpěvák, skladatel a producent elektronické hudby. Každý týden má show "C'est La Vie" na francouzském rádiu "FG DJ Radio". Je majitelem hudebního vydavatelství Mixture Stereophonic.

## Dětství a dospívání
Jako malý vstoupil Martin Picandet do sboru Les Petits Chanteurs de Sainte Croix de Neuilly, kde měl zkoušky vážné hudby a později se stal i sólistou jako soprán pod vedením Françoise Polgára. Ve věku 18 let se stal DJem v proslulých pařížských nočních klubech (L'Enfer, Le Queen, Les Bains Douches).

## Hello!
V Solveigově kariéře přichází rok 2010. Ve světě téměř neznámý DJ vydává svůj singl Hello. Chytlavá melodie a jednoduchý text "zahltil" rádia. Oblíbeným se stal i "tenisový" videoklip, hraje v něm proti dalšímu francouzskému DJi Bobu Sinclarovi zápas na Roland Garros při tenisovém French Open.

## Diskografie
Studiová alba
- Sur la terre (2002)
- Hedonist (2005)
- C'est la Vie (2008)
- Smash (2011)
- Back to Life (2023)